# Družba (Adighezia)
Družba (in russo Дружба?) è un centro abitato dell'Adighezia, situato nel Košechabl'skij rajon. La popolazione era di 727 abitanti al dicembre 2018. Ci sono 9 strade.